# Менудо
У мексиканській кухні Менудо, також відоме як панцита ([маленька] кишка або [маленький] шлунок, від ісп. Panza; «Gut/шлунок») або моле де панца («шлунковий соус») — традиційний мексиканський суп, приготований із коров'ячим шлунком (трипою) на відварі на основі червоного перцю чилі. Для приправлення відвару використовують гомін, лимон, цибулю та материнку.
Цю назву поділяють із печенею з Філіппін, приготовленою зі свининою та свинячою печінкою, але не трипою чи червоним чилі.

## Культурне значення
Менудо традиційно готується всією сім'єю і часто слугує приводом для соціальних взаємодій, наприклад, після весільних прийомів, коли сім'ї нареченого та нареченої йдуть до будинку будь-якої родини, щоб насолодитися тарілкою менудо до і після церемонії. Це також передбачуваний засіб для відновлення після вживання алкоголю.
Менудо вимагає багато часу для приготування, оскільки для приготування трипи потрібні години. Він включає безліч інгредієнтів та гарнірів (таких як сальса), а також прикрашений подрібненою цибулею, чилі, кінзою та часто соком лайма; його часто готують спільно і їдять на бенкеті. Документи Адміністрації прогресу робіт свідчать, що в 1930-х роках серед робітників-мігрантів в Аризоні регулярно проводились вечірки-менду з нагоди святкування народжень, Різдва та інших випадків.

## Підготовка
Готувати потрібно чотири-сім годин. Ті, хто продає яловичі потрохи, пропонують таку версію цього м'яса, яку попередньо обробляли кип'ятінням у гарячій воді, що скорочує час приготування на години. У найпростішій формі яловичу трипу промивають, після чого варять протягом трьох годин у великій каструлі з половиною цибулини, щоб усунути сильний запах трипи. Потім його виймають із каструлі, відкидаючи половину цибулі, і дають охолонути, перш ніж нарізати соломкою або зрідка нарізати кубиками. Воду виймають і зливають, потім трипу кладуть назад у каструлю, додають і кип'ятять свіжу воду, орегано, червону соус чилі чи порошок, сік лайма/лимона, хоміні та сіль.
Менудо зазвичай подають із нарізаною сирою цибулею, орегано, нарізаним кубиками чилі (зазвичай серрано) та шматочками лимона або лайма разом з кукурудзяними або борошняними коржиками.
Менудо майже завжди включає трипу, а деякі версії страви в Мексиці також включають медові стільники та «лібрільо» яловиче м'ясо, а також яловичі ноги та сухожилля. Варіанти страви, що включають м'ясо, крім трипи, мають набагато більший час приготування. Свинячі ноги також використовуються в північному стилі менудо, наприклад, в Чіуауа. Ноги і сухожилля кип'ятять спочатку на слабкому та середньому вогні близько трьох годин. Після перших трьох годин трипу слід додати разом із сіллю, цибулею, розрізаною навпіл, та однією-двома головками часнику. У червоне менудо додають пасту чилі Гуаджільйо. Менудо продовжує кипіти протягом додаткових трьох годин, під закритою кришкою. Після того, як він майже готовий, додається хоміні та сіль.

## Регіональні варіанти

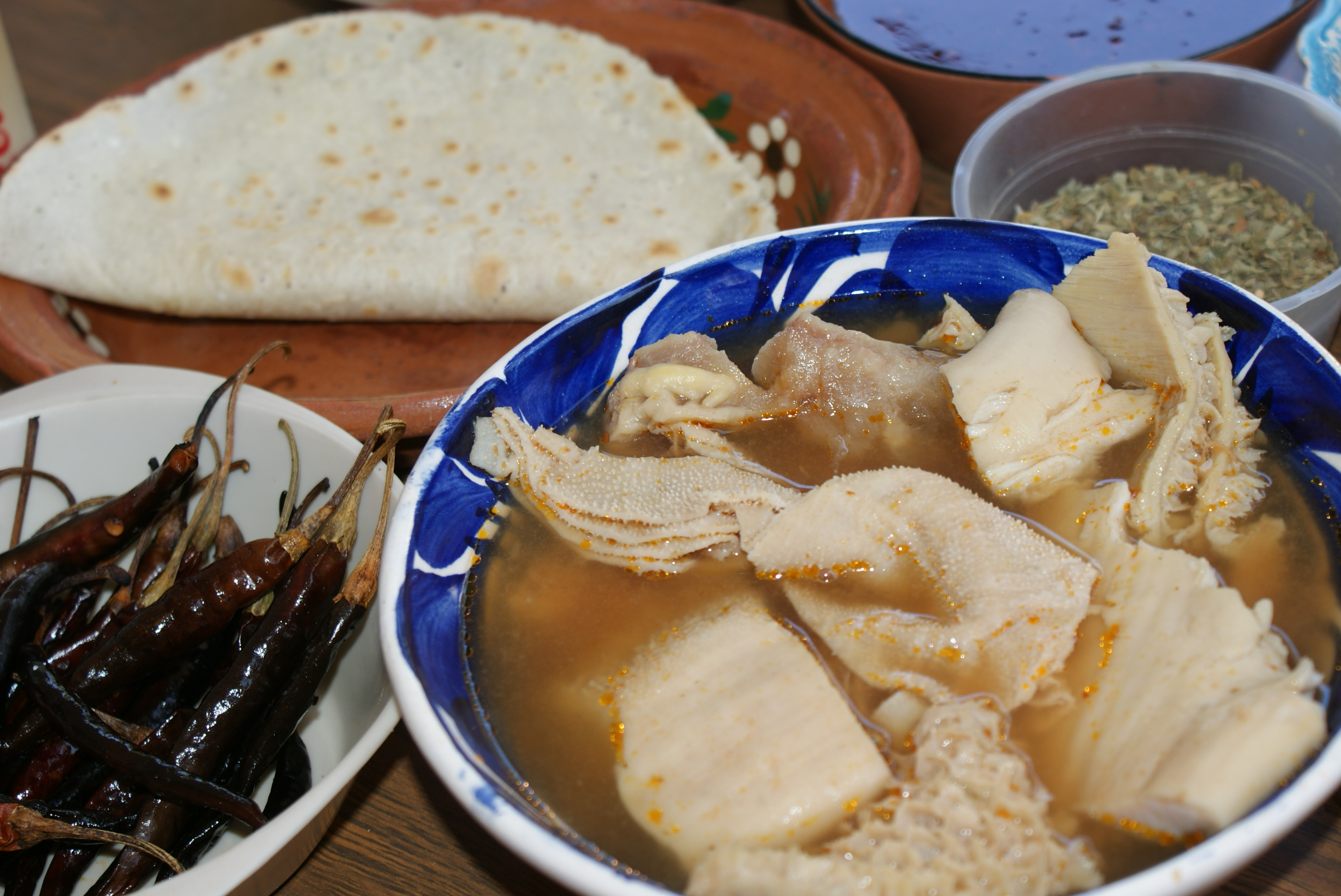
Тарілка менудо бланко

Існує ряд регіональних варіантів менду. На півночі Мексики, як правило, додають хоміні У північно—західних штатах, таких як Сіналоа і Сонора, як правило, тільки 'бланко, або білий, варіант видно; менудо бланко — це та сама страва, з тією різницею, що червоний перець не додається (хоча в бульйон можна додати халапеньйо або подрібнений зелений чилі, щоб замінити пряність, що міститься в червоній версії), надаючи таким чином бульйону прозорий або білий колір. Додавання патас (яловичих або свинячих ніг) до рагу популярне в США, але не є універсальним. У деяких районах центральної Мексики «менудо» означає рагу з овечого шлунка, «панцитас» — рагу з яловичого язика. У південно-західній Мексиці (у Федеральному окрузі, Морелосі та Герреро та поруч із ним) його називають «панса» або «панса гісада». Червоні варіанти зазвичай спостерігають у Чіуауа, північному штаті, що межує з Техасом. Звичайно, також вживають лише жовте хоміні в менудо в регіоні Техас. Подібне рагу, приготоване з м'ясом, що легше готується, — це позоле. У деяких варіантах менудо квасоля гарбанзо замінює замість хоміні.

## Менудо у США

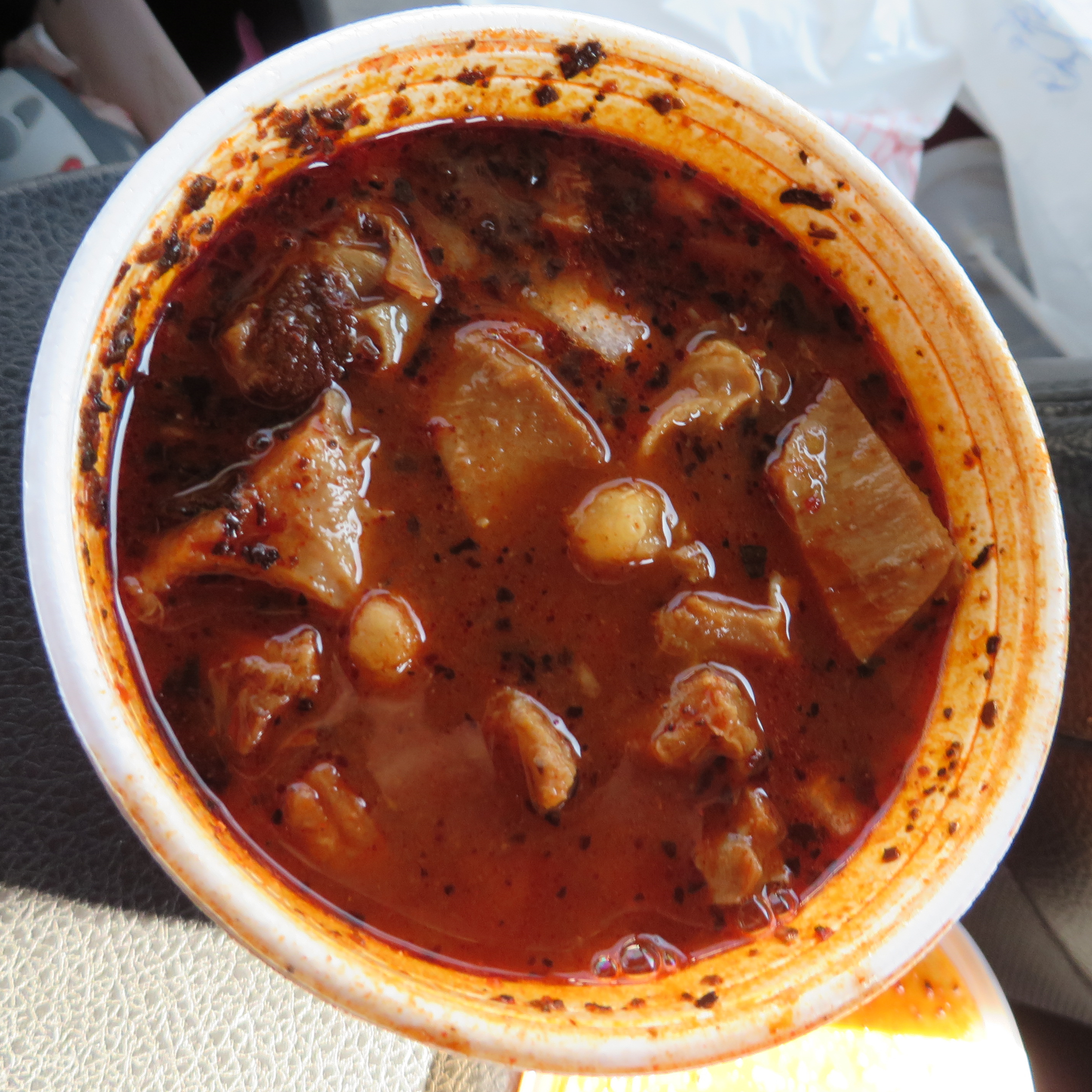
Сервірований менудо у Х'юстоні (2013)

У Сполучених Штатах із середини 20-го століття готові менудо були поширені в продовольчих магазинах та ресторанах космополітичних районів та в інших районах із переважаючим мексиканським населенням. Ресторани часто представляють його як особливий у суботу та неділю і широко поширена фольклорна віра, що менудо полегшить деякі симптоми похмілля.
Щорічний фестиваль менудо проводиться в Санта-Марії, штат Каліфорнія. У 2009 році його відвідували понад 2000 осіб, а 13 ресторанів змагались за призи у трьох категоріях. Фестиваль організовує Національна асоціація латиноамериканських офіцерів миру в північному окрузі Санта-Барбара, а зібрані гроші спрямовують на стипендії для місцевих студентів.
З 1996 року тарілка менудо — це щорічна подія в Ларедо, штат Техас. У 2019 році брало участь понад 30 команд, які готували найкраще менудо. Захід організовують Ларедо стоп злочини з командами, утвореними державними службовцями, правоохоронними органами, представниками ЗМІ та членами громади. У заході беруть участь люди з обох боків кордону.

## Галерея

Варіанти меню
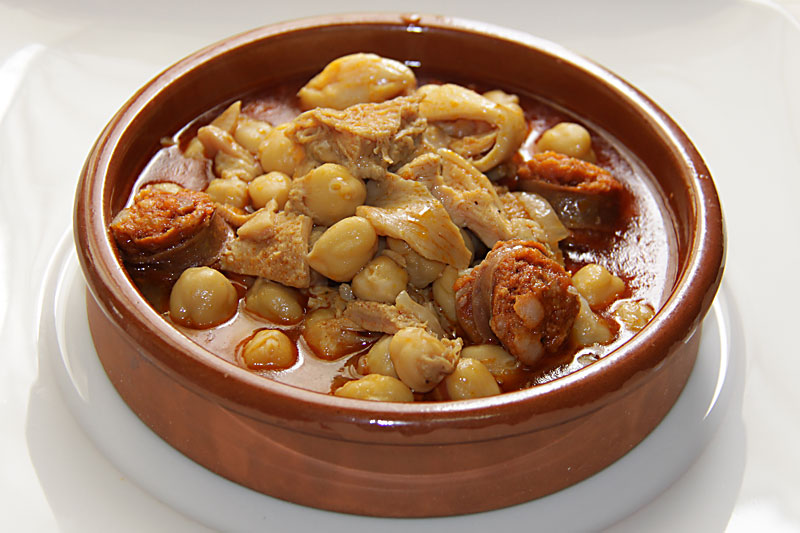
Менудо з квасолею гарбанцо та ковбасою чорісо
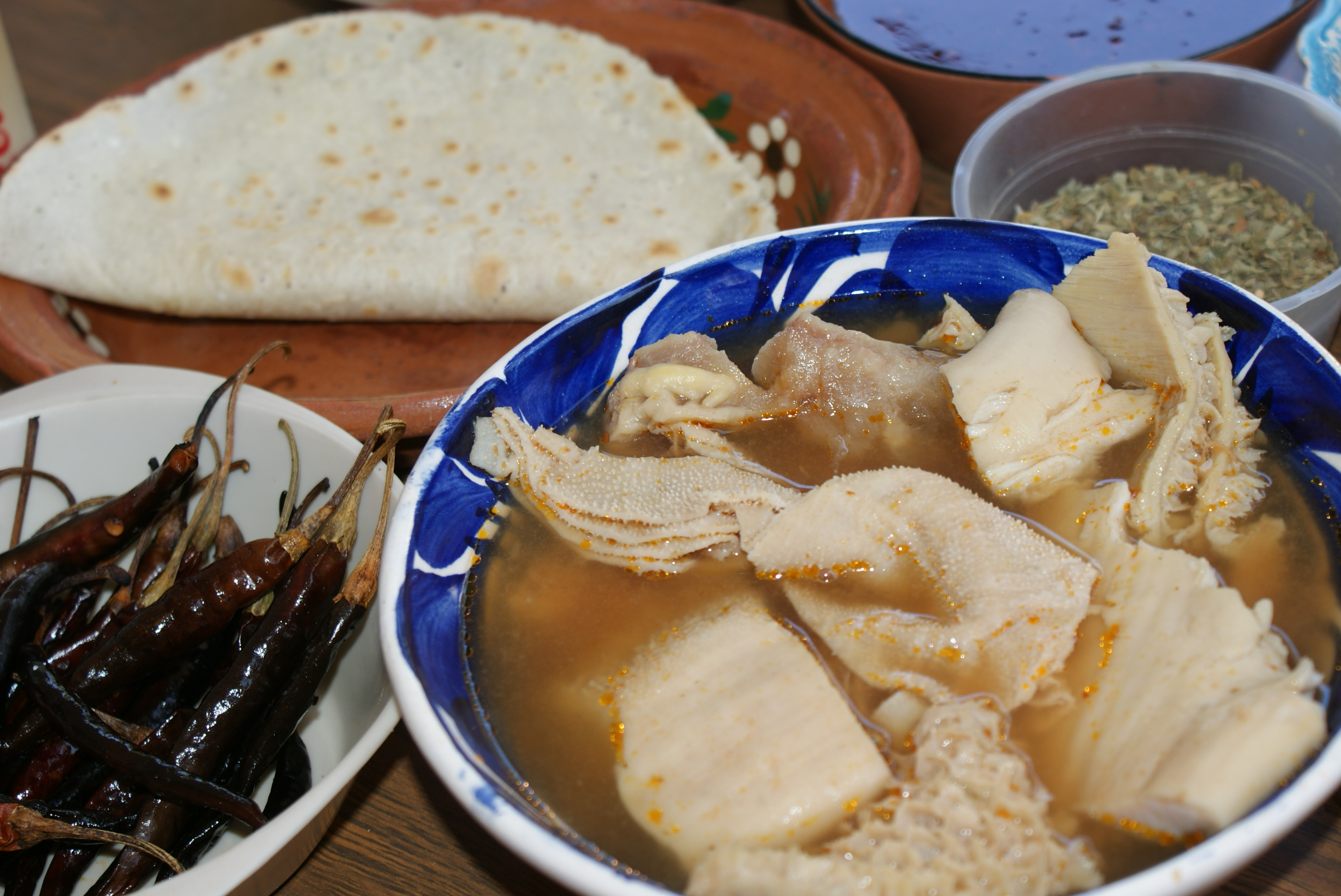
Менудо бланко
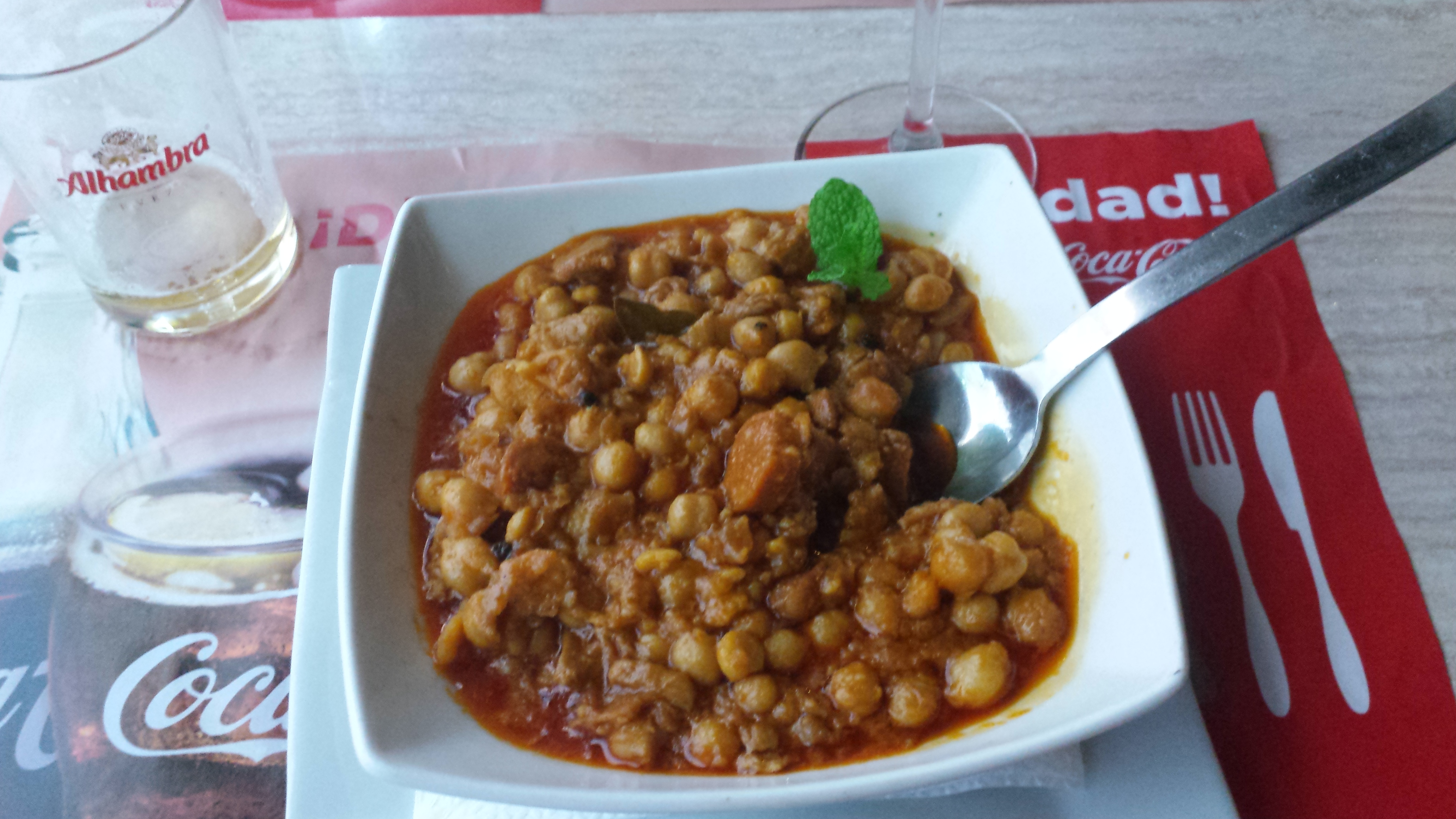
Менудо ен Кадіс
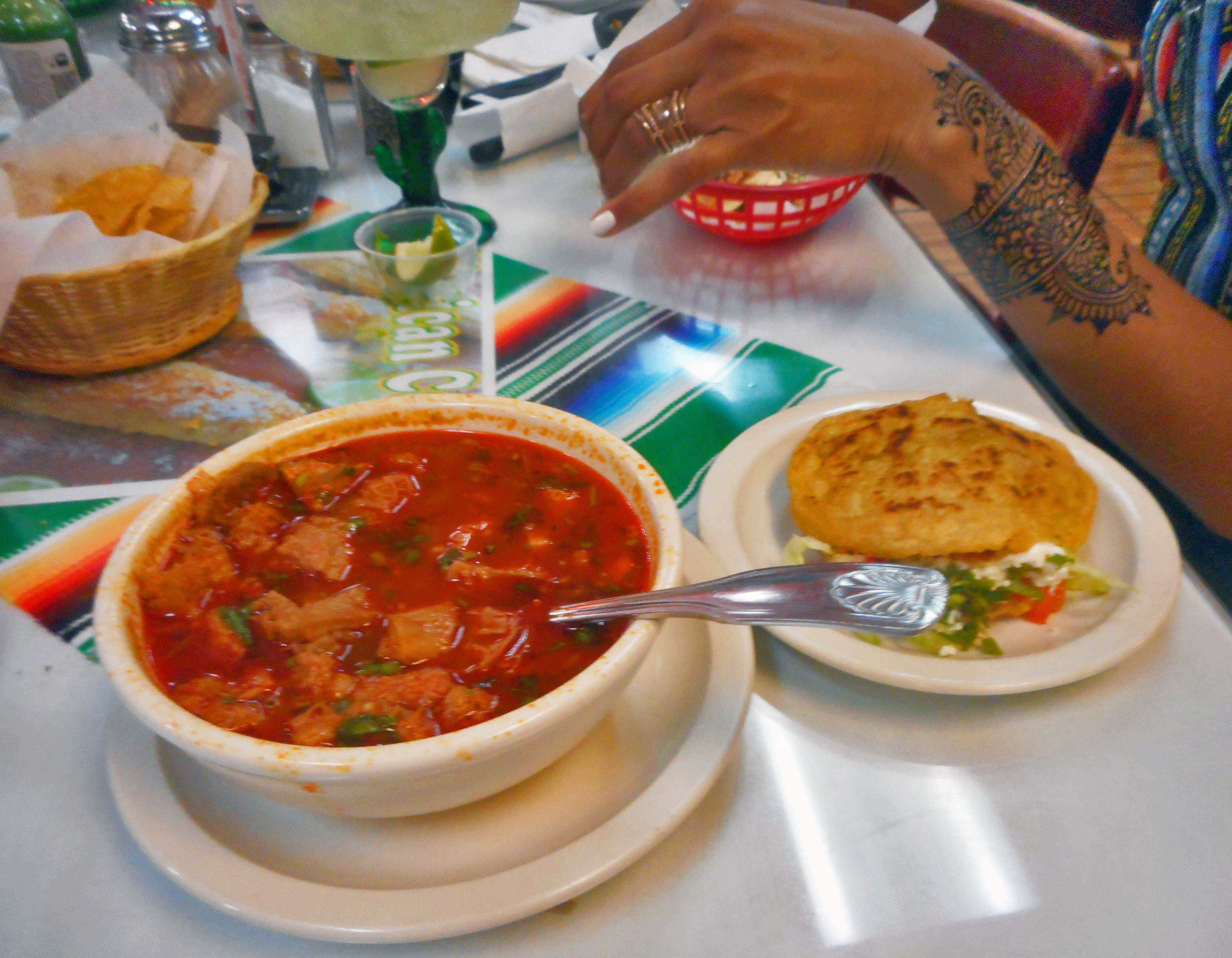
Мондонго (менудо) суп і гордіта
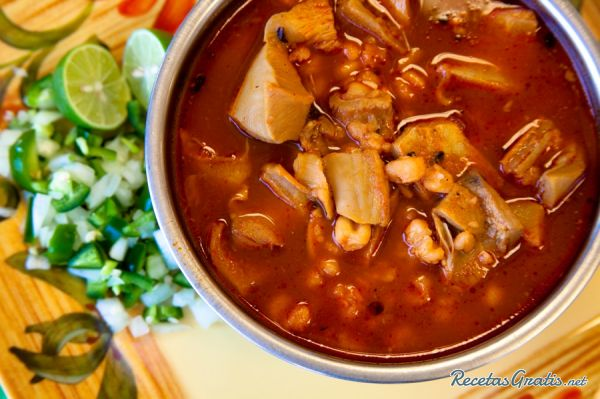
Менудо рохо (червоне менудо)